# Lēdurga
Lēdurga er en landsby med 648 indbyggere (2015; 737 per 2006) i og administrativt centrum for Lēdurgas pagasts i Krimuldas novads i det nordøstlige Letland i landskabet Vidzeme. Lēdurga ligger i midten af pagasten på hver sin side af floden  Aģe, 18 kilometer fra  Ragana, novadens administrative centrum, og 64 kilometer fra Riga, hovedstaden i Letland.
Landsbyen opstod omkring det tidligere Lēdurga Slot (tysk: Loddiger), og fik i 1932 officielt status som landsby. I Lēdurga forefindes det lokale selvstyre, grundskole, kulturhus, bibliotek, sportcenter, en Luthersk kirke og en landskabspark.

## Kendte bysbørn
- Garlieb Merkel – forfatter